# Димитър Солунчанин
Димитър Солунчани (на гръцки: Δημήτριος ο Θεσσαλονικεύς) е гръцки учен и писател от XVI век.

## Биография
Роден е в Солун, тогава в Османската империя. Живее в Мемфис, Египет по времето на патриарх Йосиф II Константинополски. Обикаля Германия и завързва познанство с Филип Меланхтон, с когото поддържа кореспонденция. Запазено е писмо от Димитър Солунчанин до Меланхатон.